# Framecourt
Framecourt é uma comuna francesa na região administrativa de Altos da França, no departamento de Pas-de-Calais. Estende-se por uma área de 2,28 km². Em 2010 a comuna tinha 108 habitantes (densidade: 47,4 hab./km²).